# ブラジル時間
ブラジルで現在使用されている標準時は、UTC-2からUTC-5の時間帯である。
日本では、ブラジルの首都ブラジリアや最大都市サンパウロ市、旧首都のリオ・デ・ジャネイロなどがあるUTC-3の標準時をブラジル時間と呼ぶ場合もあるが、現地では上記のように4つの標準時が使われるため、これは正確な表現ではなく、本国ブラジルではブラジリア時間という表現が使われる。ブラジルは26州＋ブラジリア連邦直轄区で構成されているが、ブラジリア時間はこのうちの20州（一部UTC-2の地域もあるが）とブラジリア連邦直轄区で使われており、総人口のうち実に93.5％がブラジリア時間の地域に住んでいることになる。また、地域によっては過去には10月から2月にかけて夏時間を採用し、それぞれ1時間早まっていたが、2019年以降、実施していない。
- UTC-2（フェルナンド・デ・ノローニャ時間、FNT）: フェルナンド・デ・ノローニャなど一部の島にのみ適用。夏時間なし。
- UTC-3（ブラジリア時間、BRT）: ブラジリア連邦直轄区、北東部、南東部、南部の全ての州、およびゴイアス州、トカンティンス州、パラー州およびアマパー州。ブラジリア連邦直轄区、南東部、南部およびゴイアス州では2019年2月まで夏時間を採用していた。
- UTC-4（アマゾン時間、AMT）: 上記以外の地域。マットグロッソ・ド・スル州およびマットグロッソ州では2019年2月まで夏時間を採用していた。
- UTC-5（アクレ時間、ACT）: アクレ州、アマゾナス州南西部。夏時間なし。

## IANA time zone database
tz databaseのzone.tabには、ブラジルの標準時として以下の16の時間帯が含まれている。
| 国コード | 座標        | TZ                   | 注釈 | 協定世界時との差 | 夏時間 | 備考 |
| -------- | ----------- | -------------------- | --- | ---------------- | ------ | ---- |
| BR       | −0712−04812 | America/Araguaina    | トカンティンス | −03:00           | −03:00 |      |
| BR       | −1259−03831 | America/Bahia        | バイーア | −03:00           | −03:00 |      |
| BR       | −0127−04829 | America/Belem        | パラー（東部）、アマパー | −03:00           | −03:00 |      |
| BR       | +0249−06040 | America/Boa_Vista    | ロライマ | −04:00           | −04:00 |      |
| BR       | −2027−05437 | America/Campo_Grande | マットグロッソ・ド・スル | −04:00           | −04:00 |      |
| BR       | −1535−05605 | America/Cuiaba       | マットグロッソ | −04:00           | −04:00 |      |
| BR       | −0640−06952 | America/Eirunepe     | アマゾナス（西部） | −05:00           | −05:00 |      |
| BR       | −0343−03830 | America/Fortaleza    | ブラジル（北東部：マラニョン、ピアウイ、セアラー、リオグランデ・ド・ノルテ、パライバ）                                                                   | −03:00           | −03:00 |      |
| BR       | −0940−03543 | America/Maceio       | アラゴアス、セルジッペ | −03:00           | −03:00 |      |
| BR       | −0308−06001 | America/Manaus       | アマゾナス（東部） | −04:00           | −04:00 |      |
| BR       | −0351−03225 | America/Noronha      | 大西洋島嶼 | −02:00           | −02:00 |      |
| BR       | −0846−06354 | America/Porto_Velho  | ロンドニア | −04:00           | −04:00 |      |
| BR       | −0803−03454 | America/Recife       | ペルナンブーコ | −03:00           | −03:00 |      |
| BR       | −0958−06748 | America/Rio_Branco   | アクレ | −05:00           | −05:00 |      |
| BR       | −0226−05452 | America/Santarem     | パラー（西部） | −03:00           | −03:00 |      |
| BR       | −2332−04637 | America/Sao_Paulo    | ブラジル（南東部：ゴイアス、連邦区、ミナスジェライス、エスピリトサント、リオデジャネイロ、サンパウロ、パラナ、サンタカタリーナ、リオグランデ・ド・スル） | −03:00           | −03:00 |      |